# 이스마일 마타르
이스마일 마타르 이브라힘 카미스 알무카이니 알주나이비(아랍어: Ismail Matar Ibrahim Khamis Al Mukhaini Al Junaibi, 1983년 4월 7일 ~ )는 아랍에미리트의 축구 선수로 현재 UAE 프로리그의 알와흐다 FC에서 스트라이커로 활약하고 있다.

## 선수 경력

### 클럽
2001년 알와흐다 FC에 입단한 후 카타르 스타스 리그의 알사드 SC에서 임대 선수로 활동했던 2009년을 제외하고 모든 시즌을 한팀에서만 활동하며 리그 3회 우승(2000-01, 2004-05, 2009-10), 2016-17년 UAE 프레지던트컵 우승, UAE 슈퍼컵 4회 우승(2002년, 2011년, 2017년, 2018년), UAE 리그컵 2회 우승(2015-16, 2017-18), 2007년 AFC 챔피언스리그 4강 진출 등에 공헌했고 2005-06년 UAE 프로리그 올해의 선수상에 선정되는 영예까지 안았다.

### 국가대표팀
아랍에미리트 U-20 대표팀 소속으로 2003년 FIFA U-20 월드컵에서 팀을 8강에 올려놓으며 이 대회 골든볼의 영예를 안았고 이후 같은 해 아랍에미리트 성인대표팀 일원으로 합류한 뒤 10월 30일 투르크메니스탄과의 2004년 AFC 아시안컵 예선 G조 2차전에서 국제 A매치 데뷔골을 터뜨렸다.
그리고 자국에서 열린 2007년 아라비안 걸프컵에서 5경기 5골로 득점왕과 MVP를 휩쓸며 팀의 사상 첫 걸프컵 우승을 만들어냈고 바레인에서 열린 2013년 아라비안 걸프컵에도 출전하며 6년만에 걸프컵 우승을 맛보았다.
2012년에는 A매치 통산 100번째 경기에 출전하며 센추리클럽 가입에 성공했고 2019년 A매치 통산 133경기 36골의 기록을 남기고 국가대표팀 유니폼을 반납했다.
그러나 팀이 2022년 FIFA 월드컵 아시아 지역 최종 예선에서 4경기 3무 1패로 부진을 겪자 2021년 11월 3일 베르트 판 마르베이크 감독이 2019년에 은퇴한 마타르를 다시 불러들이면서 1008일만에 국가대표팀에 다시 합류했다.

## 수상

### 클럽
알와흐다 FC
- UAE 프로리그 : 우승 (2000-01, 2004-05, 2009-10)
- UAE 프레지던트컵 : 우승 (2016-17)
- UAE 슈퍼컵 : 우승 (2002, 2011, 2017, 2018)
- UAE 리그컵 : 우승 (2015-16, 2017-18)
- AFC 챔피언스리그 엘리트 : 4강 (2007)

### 국가대표팀
아랍에미리트
- 아라비안 걸프컵 : 우승 (2007, 2013)

## 같이 보기
- A매치 100경기 이상 출전한 축구 선수 명단